# Asia Rugby Women's Championship 2014
El Asia Rugby Women's Championship del 2014 fue la séptima edición del torneo femenino de rugby.
El ganador del torneo fue la selección de Kazajistán, quienes obtuvieron su quinto título en la competición.

## Equipos participantes
- Selección femenina de rugby de Hong Kong
- Selección femenina de rugby de Japón
- Selección femenina de rugby de Kazajistán
- Selección femenina de rugby de Singapur

## Desarrollo
| Pos. | Equipo     | Encuentros | Encuentros | Encuentros | Encuentros | Tantos  | Tantos    | Tantos     | Puntos Bonus | Puntos Totales |
| Pos. | Equipo     | jugados    | ganados    | empatados  | perdidos   | a favor | en contra | diferencia | Puntos Bonus | Puntos Totales |
| ---- | ---------- | ---------- | ---------- | ---------- | ---------- | ------- | --------- | ---------- | ------------ | -------------- |
| 1    | Kazajistán | 3          | 3          | 0          | 0          | 130     | 27        | + 103      | 2            | 14             |
| 2    | Hong Kong  | 3          | 2          | 0          | 1          | 78      | 32        | + 46       | 2            | 10             |
| 2    | Japón      | 3          | 1          | 0          | 2          | 68      | 68        | - 1        | 2            | 6              |
| 4    | Singapur   | 3          | 0          | 0          | 3          | 10      | 158       | - 148      | 0            | 0              |

### Partidos
| 18 de mayo | Hong Kong | 10 - 13 | Kazajistán |  |  |

| 18 de mayo | Japón | 37 - 5 | Singapur |  |  |

| 21 de mayo | Hong Kong | 15 - 14 | Japón |  |  |

| 21 de mayo | Kazajistán | 68 - 0 | Singapur |  |  |

| 24 de mayo | Hong Kong | 53 - 5 | Singapur |  |  |

| 24 de mayo | Kazajistán | 49 - 17 | Japón |  |  |

| Bandera de Kazajistán |
| Campeón Kazajistán    |
| Quinto título         |